# 1888 au Québec
Cet article traite des événements survenus en 1888 au Québec. 

## Événements

### Janvier
- 18 janvier : le premier ministre Honoré Mercier part pour l'Europe afin d'y négocier un emprunt[1].

### Février
- 24 février : Mercier est à Rome où il rencontre le pape Léon XIII. Les deux hommes discutent de la meilleure façon de régler le problème des biens de Jésuites[2].

### Mars
- 7 mars : le maire de Montréal, John Abbott, est reconduit dans ses fonctions lors des élections municipales[3].
- 16 mars : Honoré Mercier est de retour d'Europe.

### Avril
- 7 avril : l'élection du conservateur Pierre-Évariste Leblanc dans Laval est invalidée. C'est la deuxième fois depuis 1882 qu'il est obligé de se faire réélire à la suite d'une invalidation[4].
- 24 avril : l'ancien rebelle métis Gabriel Dumont est en visite au Québec[5].
- 28 avril : le libéral Charles Champagne, le nationaliste Joseph-Hormisdas Legris et le conservateur Elijah Edmund Spencer (en) remportent les élections partielles de Hochelaga, Maskinongé et Missisquoi[4]

### Mai
- 1er mai : l'église Notre-Dame-des-Victoires à Québec fête les 200 ans de son inauguration[6].
- 8 mai : 
  - le commissaire des Travaux publics, James McShane, démissionne à la suite des accusations portées contre lui concernant l'annulation de l'élection d'Odilon Goyette dans le district de La Prairie. À la suite de cela, le premier ministre Honoré Mercier procède à un remaniement ministériel. Il crée le ministère de l'Agriculture et de la Colonisation dont il s'attribue la responsabilité. Arthur Turcotte devient procureur général, Georges Duhamel commissaire des Terres de la Couronne et Pierre Garneau commissaire des Travaux publics[7].
  - le conservateur Pierre-Évariste Leblanc est réélu lors de l'élection partielle de Laval[4].
- 11 mai : Louis-Philippe Pelletier devient membre du Conseil législatif[4].
- 15 mai : ouverture de la deuxième session de la 6e législature[4].
- 18 mai : le libéral Tancrède Boucher de Grosbois remporte l'élection partielle de Shefford[4].
- 25 mai : le ministre Arthur Turcotte est réélu lors de l'élection partielle de Trois-Rivières[4].
- 28 mai : l'Assemblée législative adopte les résolutions de la conférence interprovinciale de 1887 par 27 voix contre 18.

### Juin
- 4 juin : le premier ministre Mercier présente son projet de loi d'indemnité aux Jésuites. Il leur offre 400 000 $ ainsi que la remise de leur ancien terrain de Laprairie. Le gouvernement britannique s'était emparé de leurs biens au Canada à la suite de la mort du dernier Jésuite dans la colonie au début du XIXe siècle. La communauté religieuse était revenue dans la colonie en 1842 et réclamait une indemnité ou la remise de leurs biens[8].
- 5 juin : un incendie détruit le centre-ville de Hull. Le feu, qui a débuté à l'Hôtel de ville, s'est communiqué à cause des vents violents au Palais de justice situé à proximité. 300 à 400 maisons des environs sont également rasés[9].
- 6 juin : Horace Archambeault succède à son père Louis au Conseil législatif[4].
- 14 juin : le discours du budget du trésorier Joseph Shehyn annonce des dépenses de 3 289 000 $ et des recettes de 2 965 000 $ pour l'année en cours[10].
- 18 juin : le nationaliste Séverin Dumais (en) remporte l'élection partielle de Chicoutimi-Saguenay[4].
- 28 juin : Mercier choisit le pape comme arbitre pour le partage du montant de 400 000 $ entre les Jésuites, les maisons d'éducation et les diocèses du Québec[8].

### Juillet
- 7 juillet : l'Assemblée législative adopte une nouvelle loi forestière. La réserve forestière, qui interdisait certaines terres à la colonisation et qui avait été créée en 1883, est supprimée. Le colon, sur sa terre, devra cependant ne pas faire de coupes de bois sur une réserve de 20 acres afin d'éviter le déboisement[11].
- 10 juillet : Joseph Shehyn présente une série de 8 résolutions devant favoriser la conversion de la dette consolidée du Québec.
- 12 juillet : 
  - l'Assemblée législative adopte l'acte relatif au règlement de la question des biens des Jésuites. Mercier demandera au pape de fixer le montant d'indemnité et il promet de se conformer à ses directives. Un mouvement de protestation anglophone se forme à travers le Canada, dénonçant la « mainmise » de Rome sur le Québec[12].
  - l'Assemblée législative adopte une résolution lui donnant le pouvoir d'élire un orateur suppléant qui pourra remplacer l'orateur de la Chambre. Une autre résolution est adoptée, faisant passer le quorum de la Chambre de 20 à 15 députés[4].
  - la session parlementaire est prorogée.
- 17 juillet : le conservateur Honoré-Brunelle Tourigny (en) remporte l'élection partielle de Nicolet[4].

### Août
- 17 août : Londres proteste contre la récente loi québécoise de conversion de la dette. Elle dit craindre son caractère de contrainte[13].
- 22 août : lors d'une visite à Saint-Laurent (Î. O.), le premier ministre Mercier prononce un discours dans lequel il déplore les luttes internes politiques au Québec et demande à la population d'aplanir les divisions. Il s'agit d'une sorte de préambule à son futur discours du 24 juin 1889 dans lequel il demandera aux Québécois de cesser leurs « luttes fratricides »[14].
- 31 août : nommé juge à la Cour de Montréal, le conseiller législatif Charles Champagne démissionne[4].

### Septembre
- 7 septembre : le libéral David Marsil est nommé au Conseil législatif[4].
- 21 septembre : une grève tourne à l'émeute à Compton près de Sherbrooke. Les grévistes, munis de dynamite, menacent de faire sauter les bureaux de la compagnie s'ils ne sont pas payés. L'armée doit intervenir pour rétablir l'ordre[15].

### Octobre
- 22 octobre : Louis-Philippe Pelletier démissionne du Conseil législatif pour pouvoir se présenter à l'élection partielle de Dorchester[4].

### Décembre
- 7 décembre : William Rhodes (en) succède à Mercier comme commissaire de l'Agriculture et de la Colonisation[4].
- 20 décembre : le nationaliste Louis-Philippe Pelletier remporte l'élection partielle de Dorchester[4].
- 27 décembre : les libéraux William Rhodes (en) et Ludger Forest (en) sont réélus aux élections partielles de Mégantic et de L'Assomption[4].

## Naissances
- 18 janvier - Charles Gavan Power (homme politique) († 30 mai 1968)
- 14 mars - Marc-Aurèle Fortin (peintre) († 2 mars 1970)
- 23 avril
  - Joseph Georges Bouchard (homme politique) († 4 août 1956)
  - Georges Vanier (gouverneur général du Canada)`(† 5 mars 1967)
- 21 mai - Henri Groulx (homme politique)`(† 16 juillet 1952)
- 21 août  - Édouard Fabre (athlète) († 1er juillet 1939)
- 24 septembre - Victor Delamarre (homme fort)  († 13 mars 1955)
- 26 septembre - Joseph-Enoïl Michaud (homme politique) († 23 mai 1967)
- 07 octobre - Albiny Paquette (médecin et politicien)  († 25 septembre 1978)
- 23 octobre - Onésime Gagnon (lieutenant-gouverneur du Québec) († 30 septembre 1961)
- 3 novembre - Oscar L. Boulanger (homme politique) († 21 juillet 1958)
- 21 décembre - Irénée Vautrin (homme politique) († 2 février 1974)

## Décès
- 4 février - Sévère Rivard (homme politique) (º 7 août 1834)
- 12 mai - Élie Saint-Hilaire (en) (homme politique) (º 29 janvier 1839)
- 18 mai - Narcisse Blais (agriculteur et homme politique) (º 13 février 1814)
- 30 mai - James Ferrier (ancien maire de Montréal) (º 22 octobre 1800)
- 4 août - Charles-Joseph Coursol (homme politique) (º 3 octobre 1819)
- 24 août - John Rose (homme politique) (º 2 août 1820)
- 1er octobre - James Gibb Ross (en) (homme d'affaires) (º 18 avril 1819)
- 26 novembre - Thomas Storrow Brown (quincaillier, journaliste, administrateur, fonctionnaire et patriote)`(º 7 juillet 1803)
- 24 décembre - William Badgley (homme d'affaires et homme politique)  (º 27 mars 1801)